# عملات آسيا القديمة
أقدم عملة في آسيا هي أيضًا أقدم عملة في العالم. اخترعت العملات المعدنية عدة مرات بشكل مستقل عن بعضها البعض. وأقدم العملات المعدنية من منطقة البحر الأبيض المتوسط كانت من مملكة ليديا ويرجع تاريخها الآن إلى حوالي 600 قبل الميلاد. كما يعد تحديد تاريخ أقدم العملات المعدنية في الصين والهند أمرًا صعبًا ويظل موضوعًا للنقاش. ومع ذلك فإن العملات الأولى في الصين لا تقل قدماً عن أقدم العملات الليدية وربما أقدم في حين يبدو أن أقدم العملات الهندية ظهرت في مرحلة لاحقة.
إن العملات الصينية ما قبل الحديثة كانت دائماً مصنوعة من البرونز أو النحاس الأصفر. وقد تبنت اليابان وكوريا وفيتنام هذا المفهوم في وقت لاحق كما أثر ذلك على مناطق في جنوب شرق آسيا.
تتكون العملات الليدية من أقراص أو كتل من الإلكتروم (سبيكة طبيعية من الذهب/الفضة) وتختم على الجانبين باستخدام القوالب. انتشر هذا المفهوم بسرعة إلى مدن الدول اليونانية المجاورة في آسيا الصغرى وعبر بحر إيجه وفي نهاية المطاف في جميع أنحاء البحر الأبيض المتوسط. عندما غزت الإمبراطورية الفارسية الأخمينية ليديا استمر إنتاج العملات الليدية في شكل سيجلوس فضية وداريك ذهبية. ولم تبدأ أجزاء أخرى من بلاد فارس في سك العملات المعدنية إلا في زمن غزو الإسكندر الأكبر.
بدأ سك العملة في الهند في القرن السابع قبل الميلاد حيث بدأت الدول الأصلية الصغيرة المعروفة باسم ماهاجاناباداس في سك العملات الفضية. وانتشر مفهوم سك العملة والعديد من عناصر التصميم في شبه القارة الهندية خلال قرون من الزمن. وقد استوعبت الهند بعد ذلك العديد من التأثيرات بما في ذلك التأثيرات اليونانية والرومانية والعربية والفارسية وعدلت منها.

## سك العملات في شرق آسيا

### الصين

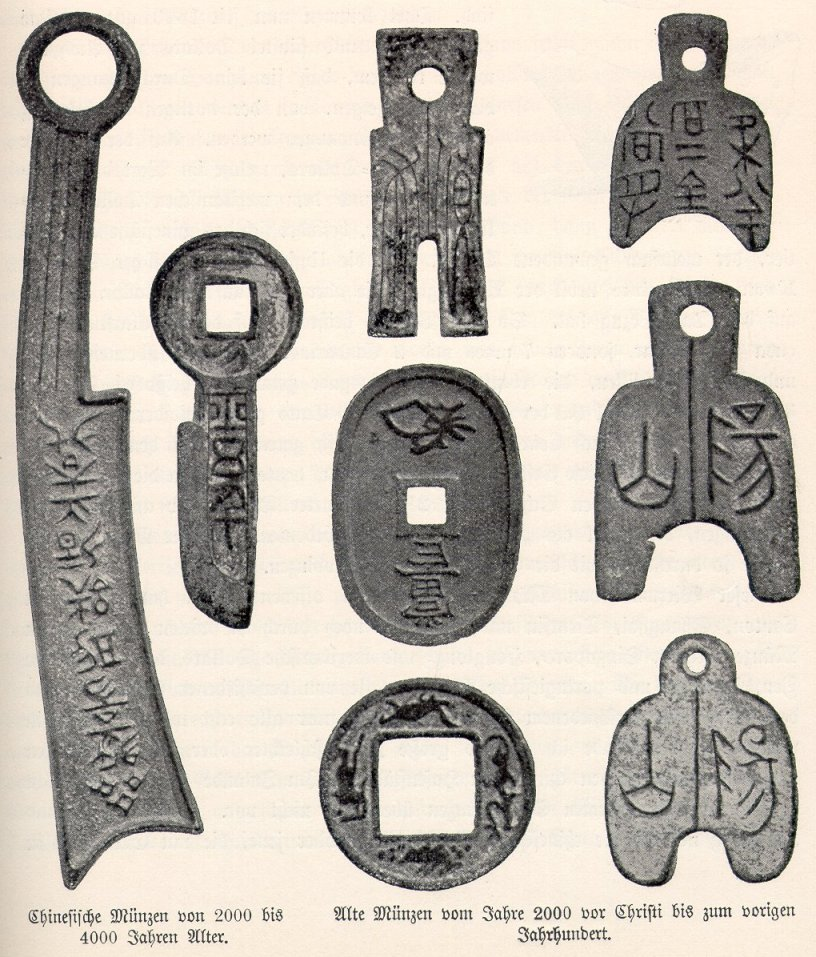
عملات صينية قديمة على شكل سكين ومجرفة تعود إلى عهد أسرتي تشو وشين وبعض الأسر الأخرى. ويبدو أن بعضها مزورة.

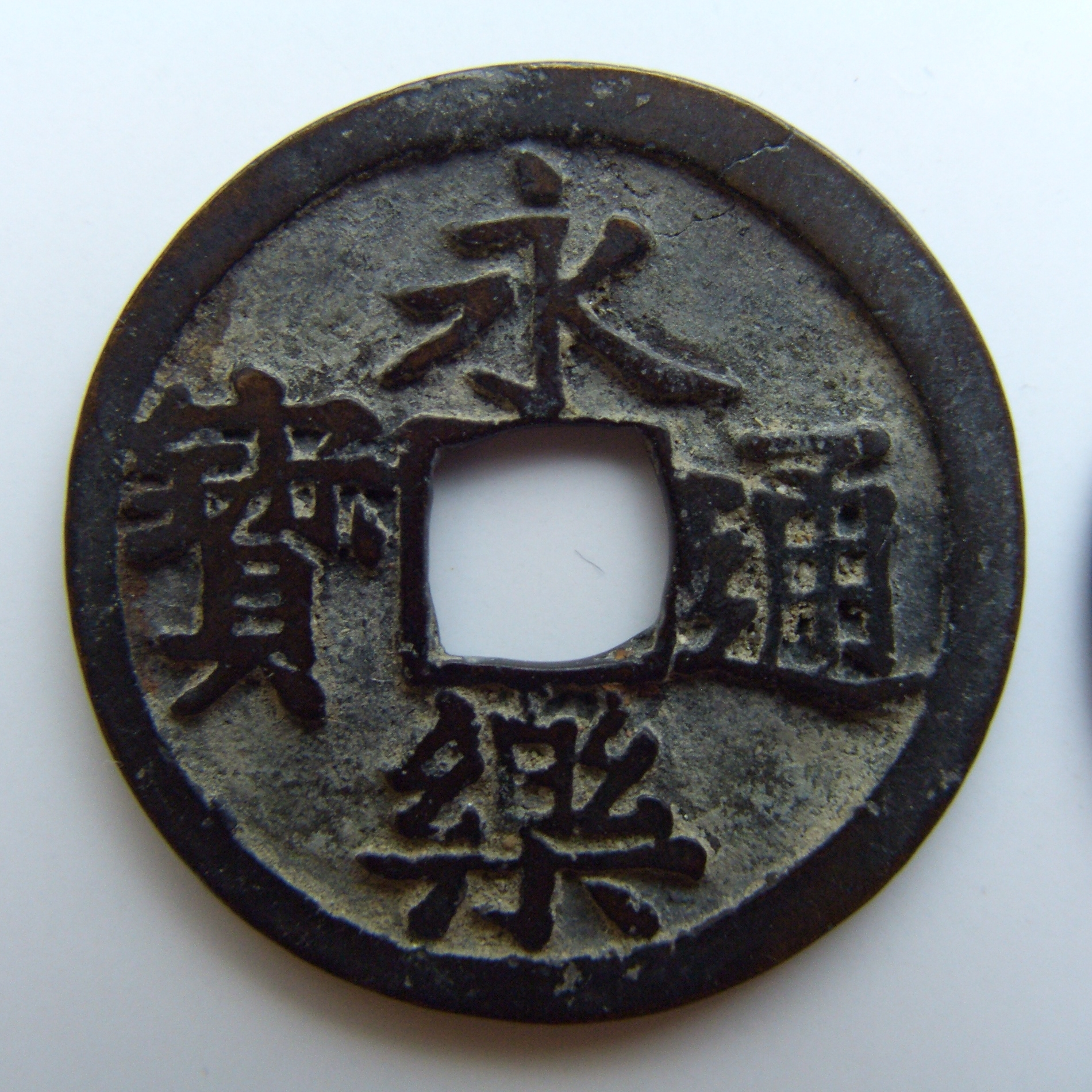
عملة صينية من عهد أسرة مينغ مكتوب عليها永樂通寶 (يونغ لي تونغ باو) أو عملة يونغ لي. يونغ لي هو الاسم الملكي للإمبراطور تشو دي (1402-1424).

في وقت ما حوالي القرن السابع قبل الميلاد ظهرت العملات المعدنية على شكل أدوات المائدة في الصين. ففي معظم المناطق أصدرت عملات معدنية على شكل مجرفة في حين أصدرت عملات معدنية على شكل سكين في الشمال الشرقي. وفي ولاية تشو (في جنوب الصين) قاموا بإصدار قطع برونزية بيضاوية صغيرة. إذ يعتقد علماء العملات وعلماء الآثار أن سك عملات السلطة المركزية لم يكن منظمًا أي البلاط الملكي في تشو. وخضعت عملات المجرفة والسكين لعدد من التغييرات في الحجم والشكل والنقوش.
عُثر على أصداف الكاوري في الحفريات الأثرية التي يعود تاريخها إلى عصر شانغ (الألفية الثانية قبل الميلاد). وربما استخدمت كعملة ولكن لا يوجد اتفاق حول ما إذا كانت تخدم غرض العملة أم لا. وقد وُصفت العديد من القطع الأثرية البرونزية الأخرى بأنها أموال (على سبيل المثال "أموال الجسر")، ويُعتقد الآن أنها أنواع مختلفة من الزخارف ولا علاقة لها بالعملة.
خلال القرن الرابع قبل الميلاد قدم نوع جديد من العملات المعدنية من نوع "بان ليانغ" في ولاية تشين الغربية. وكانت عملات بان ليانغ هي عملات برونزية مستديرة مصبوبة بفتحة في المنتصف مكتوب عليها "بان ليانغ" أو نصف ليانغ (وحدة وزن). وفي نهاية المطاف غزت تشين الدول الأخرى في الصين واستبدلت أسرة تشو المنحلة بأسرة تشين في عام 221 قبل الميلاد. كما أصبحت الأنظمة النقدية في الصين الآن موحدة على أساس نموذج تشين واستبدلت العملات المعدنية ذات السكين والمجرفة بعملات بان ليانغ. والعملات المعدنية المستديرة ذات القاعدة المعدنية المصبوبة في الشرق الأقصى تُعرف باسم العملات النقدية. كما كان من المعتاد ربط العملات النقدية معًا بخيوط من القنب في سلاسل من النقود ذات الحجم القياسي لتمثل قيمة ثابتة.
في عام 118 قبل الميلاد استبدلت عملات بان ليانغ بنوع آخر وهو نوع "وو تشو" الذي نقش عليه "وو تشو" أو خمسة تشو (وحدة وزن أخرى). وظلت هذه العملات تُسك حتى عام 621 ميلادية بعد فترة وجيزة من تأسيس أسرة تانغ. نظرًا لأن عملات بان ليانغ وو تشو سكت لمدة ألف عام تقريبًا فإنها تأتي في عدد كبير من الأصناف. ويعتبر اكتشاف تاريخ هذه الأصناف عملية مستمرة.
إذ أن العملات المعدنية الصادرة خلال عهد أسرة تانغ غير عادية في عصرها بمعنى أن النقش على الوجه يتكون من أربعة أحرف بدلاً من حرفين. وسكت عملات "كاي يوان تونغ باو" طوال عهد تانغ واستندت إصدارات العملات الصينية اللاحقة -حتى حوالي عام 1900- على هذه الإصدارات السابقة.
خلال عهد أسر سونغ ومينغ وتشينغ كان الحرفان الأولان (من أصل أربعة) من نقش الوجه يمثلان اسم العصر الملكي الحالي مما يشير إلى الإمبراطور الذي سكت العملة المعدنية الفردية في عهده. استخدم نظام للتباين الخطي المنفصل مما يسهل التعرف على دار سك العملة المسؤولة عن سك أي عملة معينة. وخلال عهد أسرتي سونغ ومينغ كان الوجه الخلفي فارغًا في أغلب الأحيان مع أن بعضها يحمل سنة الحكم للإمبراطور أو بعض النقوش الأخرى. كما أنه خلال عهد أسرة تشينغ كان الوجه الخلفي يشير صراحة إلى دار السك في البداية باللغة الصينية ولكن في وقت لاحق بلغة المانشو. وعلى عكس عملات أسرتي سونغ ومينغ كانت عملات أسرة تشينغ تأتي في فئة واحدة فقط حتى منتصف القرن التاسع عشر. أما خلال ثورة تايبينغ فقد سكت عملات معدنية كبيرة الحجم (على سبيل المثال: عملات معدنية تمثل 50 أو 100 وحدة نقدية).
خلال العصر الاستعماري دخلت العملات الفضية الأجنبية إلى الصين 1. وتقليدياً لم يكن لدى الصين عملة فضية وذلك مع تخزين الفضة في شكل قضبان فضية (ما يسمى بالقضبان الفضية). ومع فتح القوى الاستعمارية للموانئ الصينية بالقوة أمام التجارة الخارجية تدفقت العملات الفضية الأجنبية إلى الصين وأدت إلى تغيير النظام النقدي وأساليب المعاملات الاقتصادية بدرجة عميقة. وتوقف إنتاج العملات النقدية التقليدية وبدأت مقاطعات مختلفة خلال ثمانينيات القرن التاسع عشر في اقتناء معدات حديثة قادرة على سك العملات الحديثة على الطراز الغربي على غرار العملات التي قدمت نتيجة للتجارة الخارجية. وقد أدى هذا إلى توقف سك العملة النقدية التقليدية في حين بدأ سك العملة الحديثة في الصين.

### اليابان

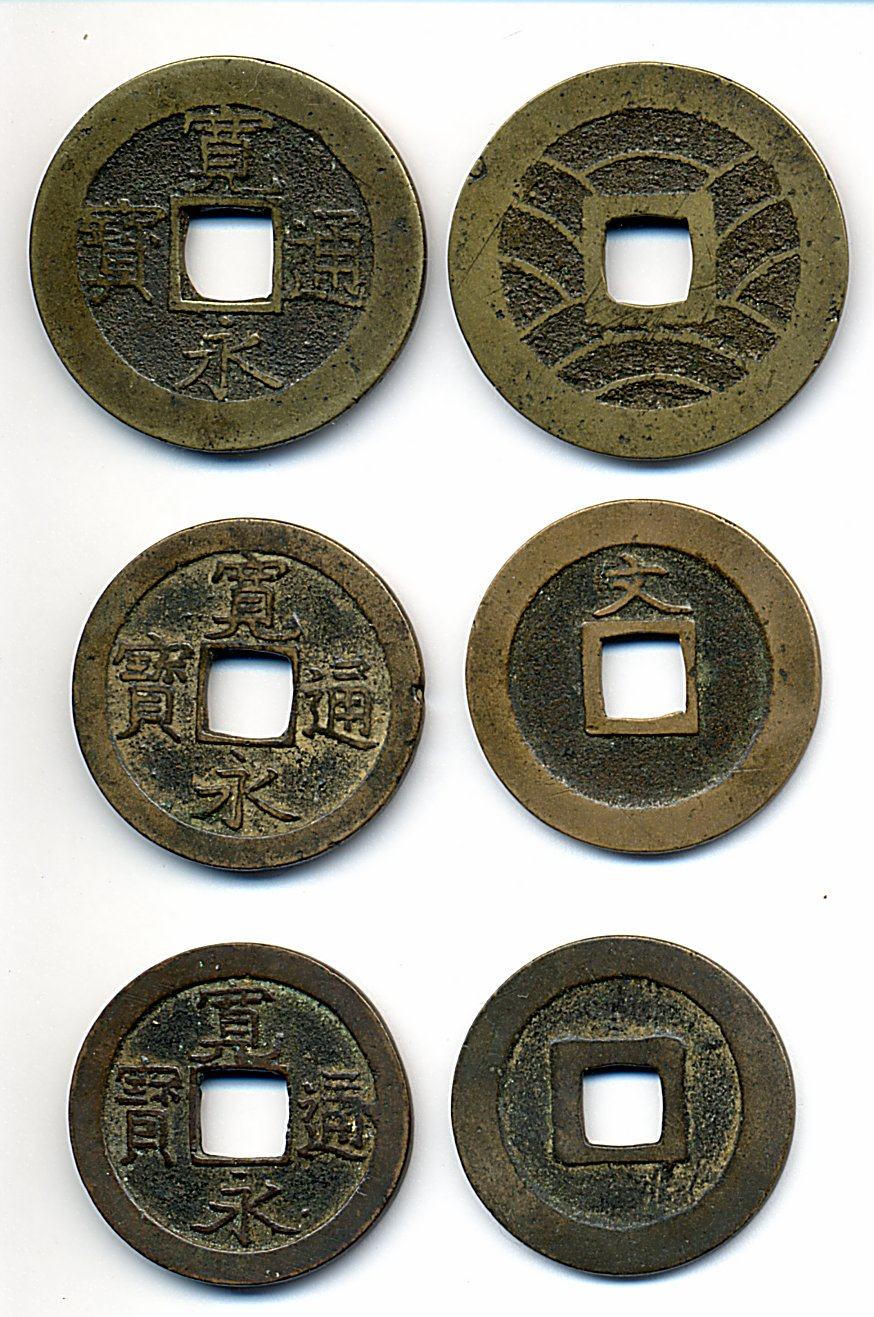
العملات اليابانية من القرن السابع عشر إلى القرن التاسع عشر

كانت العملات المعدنية في اليابان تتكون في البداية من العملات المعدنية الصينية التي وصلت إلى اليابان عن طريق التجارة. ولم يتضح بعد متى بدأ تدفق العملات الصينية إليها. ففي أواخر القرن السابع الميلادي بدأ سك العملات المعدنية محليًا. واستمر إصدار مثل هذه العملات المعدنية المحلية المصممة على غرار عهد أسرة تانغ حتى عام 958. وقد سكت هذه العملات المعدنية بأعداد صغيرة نسبياً وكانت بمثابة مكمل للعملات المعدنية المستوردة وليس بديلاً عنها. لم تكن هناك عملة يابانية محلية لمدة قرون قادمة باستثناء بعض النسخ المصنعة بصفة مؤقتة من أنواع العملات المعدنية الموجودة مسبقاَ. وكانت العملات النقدية تُعرف باسم "مون" في اللغة اليابانية.
ولم يقوموا بإحياء العملة المحلية الفخورة إلا مع توحيد اليابان الذي حققه كلاً من أودا نوبوناغا وتويوتومي هيديوشي وتوكوغاوا إياسو (أواخر القرن السادس عشر وأوائل القرن السابع عشر). ثم صممت العملات المعدنية الأساسية على غرار نوع النقد الصيني في حين كانت أنواع مختلفة من سبائك الفضة والذهب الموحدة بمثابة عملات معدنية ثمينة. واستمر سك هذه العملات حتى ستينيات القرن التاسع عشر عندما ألغي نظام الشوغونية وبدأت سلسلة من الإصلاحات التحديثية بما في ذلك تحديث العملة اليابانية.

### كوريا
صدرت إصدارات تعتمد على النقد الصيني من عام 1888 إلى عام 1892 بقيمة 1 هوان= 1000 مون أو نقدًا. واستبدلت في عام 1892 بـ 1 هوان= 5 يانغ.

### التبت
سكت العملات التبتية في لاسا وفي مقاطعة كونغ بو بين عامي 1763 و1954. منذ عام 1959 حلت العملة الصينية محل العملة التبتية.

## عملات جنوب آسيا

### الهند

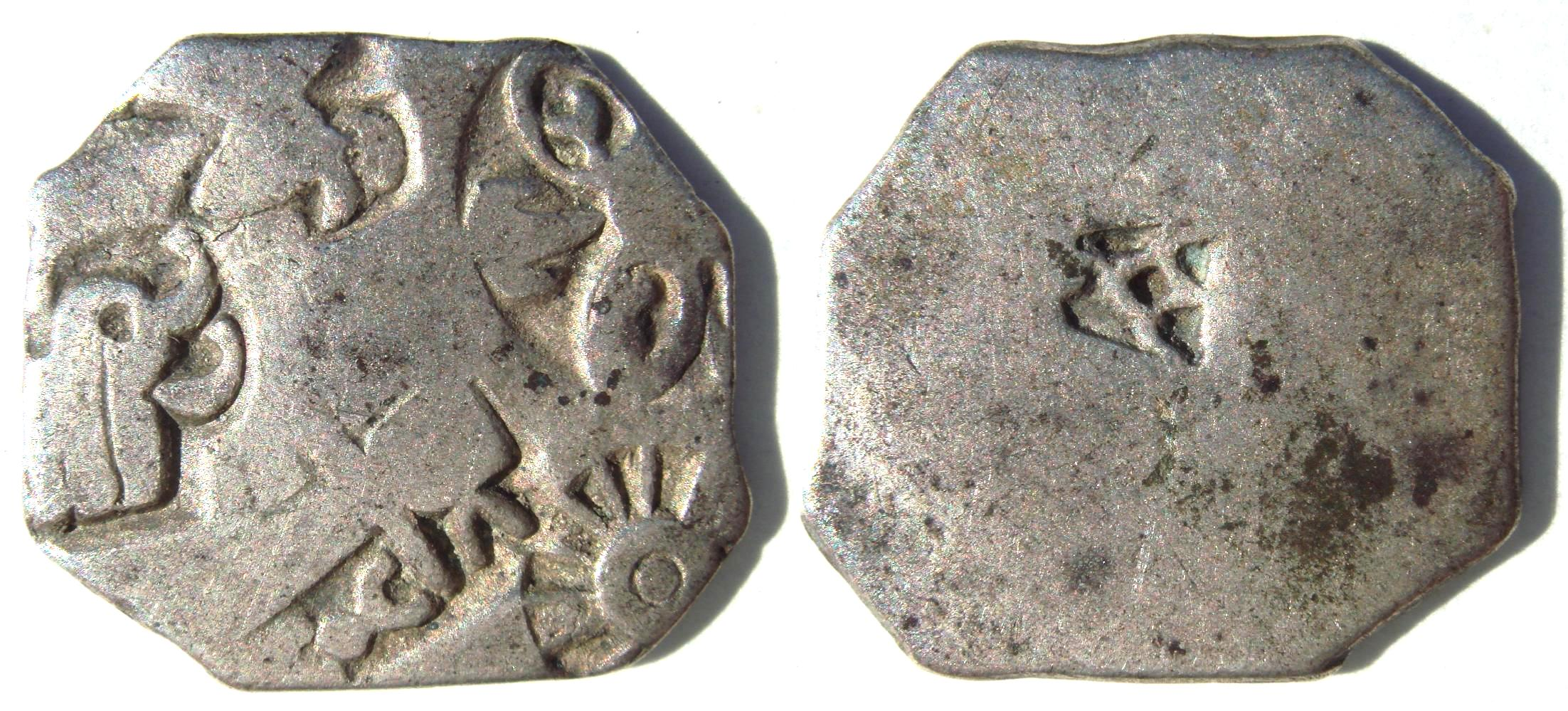
عملة معدنية مثقوبة من إمبراطورية ناندا.

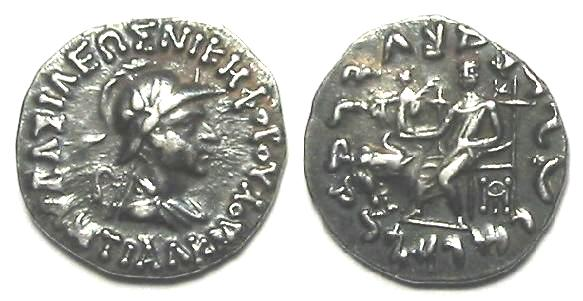
دراخمة فضية للملك أنتيالكيداس (حوالي 145-135 قبل الميلاد)، وهو حاكم هندي يوناني في منطقة السند.

كانت العملات الهندية الأولى عبارة عن أعواد فضية مستديرة أو مربعة أو طويلة تحمل علامات مثقوبة صدرت في ظل ممالك مختلفة بدءًا من حوالي 600 قبل الميلاد فصاعدًا. وشملت الجهات المصدرة كاشي وكوسالا وإمبراطورية ماجادها وكورو وبانتشالا وتاكسيلا وغاندارا وكامبوجا وأفانتي في وادي ناربادا وشبه جزيرة سوراشترا وديكان الشرقية. حيث كانت العملات الأولى التي أصدرتها إمبراطورية هندية موحدة من إمبراطورية موريا مع أنها كانت مشابهة للإصدارات القديمة. فخلال القرن الرابع قبل الميلاد وبعد غزو الإسكندر الأكبر لوادي السند ومنطقة البنجاب قدمت العملة اليونانية الدراخما واستمرت باكتريا والسكيثيين الهنود والكوشانيين في استخدامها. وكانت جميعها من معيار وزن أتيكا.

## العملات في جنوب شرق آسيا

### إمبراطوريات فونان ودفارافات والخمير
لا يُعرف الكثير عن عملة الفونان أو الدفارافاتي أو التشنلا أو الكمبوجا في كمبوديا وإمبراطورية الخمير من عام 100 إلى عام 1370 ميلادية. حيث كان أصل العملات المعدنية يعتمد على العملات الهندية القديمة التي عدلت بطريقة منمنمة أكثر على مدى آلاف السنين. وكانت عملات فونان ودفارافات مصنوعة من الفضة والبرونز أو النحاس. كما كانت العملات الخميرية مصنوعة من الرصاص وكانت تأتي بثلاثة أوزان: 1 وحدة و3 وحدات و6 وحدات وقد توجد عملة بقيمة 10 وحدات ولكن هذا الأمر قابل للنقاش. لا يوجد اختلاف كبير بين هذه العملات المعدنية عند مقارنتها بالعملات الهندية أو العملات الرومانية أو العملات اليونانية.

### أنام
إن العملات البابوية تعتمد على العملات النقدية الصينية وكانت في الغالب مقلدة في البداية ثم صدرت بأحرف صينية ولكن باللغة الفيتنامية.

### منطقة إندونيسيا/ماليزيا
أصدر الشتات الصيني والسلطنات الإسلامية هذه العملات المعدنية بصفة رئيسية في جميع أنحاء الأرخبيل الإندونيسي والتي سكّت العملات المعدنية بدرجة أساسية على أساس العملة النقدية الصينية.

## روابط خارجية
- كتالوج العملات الآسيوية
- نظرة عامة على النقد الصيني
- موقع العملات الصينية على الويب
- العملات وتاريخ آسيا
- متحف كوين إنديا الافتراضي للعملات المعدنية الهندية
- صفحة Nupam على الويب للعملة الهندية
- مملكتي بيو ومون المبكرتين
- عملات شرق آسيا
- صفحة برابو على شبكة الإنترنت حول العملات الهندية
- تاريخ العملة السيامية
- تاريخ عملات آسيا الصغرى وفهرس/معرض صور للعملات اليونانية والرومانية القديمة من آسيا الصغرى (الأناضول/تركيا)